# Krebsgletscher
Der Krebsgletscher ist ein Gletscher in den Bowers Mountains des ostantarktischen Viktorialands. Er liegt an der Südwestflanke des Mount Ashworth und mündet in den Rastorgujew-Gletscher.
Wissenschaftler der deutschen Expedition GANOVEX III (1982–1983) benannten ihn. Namensgeber ist der deutsche Geologe Wolfgang Krebs (1933–1981).